# ノルトゼー

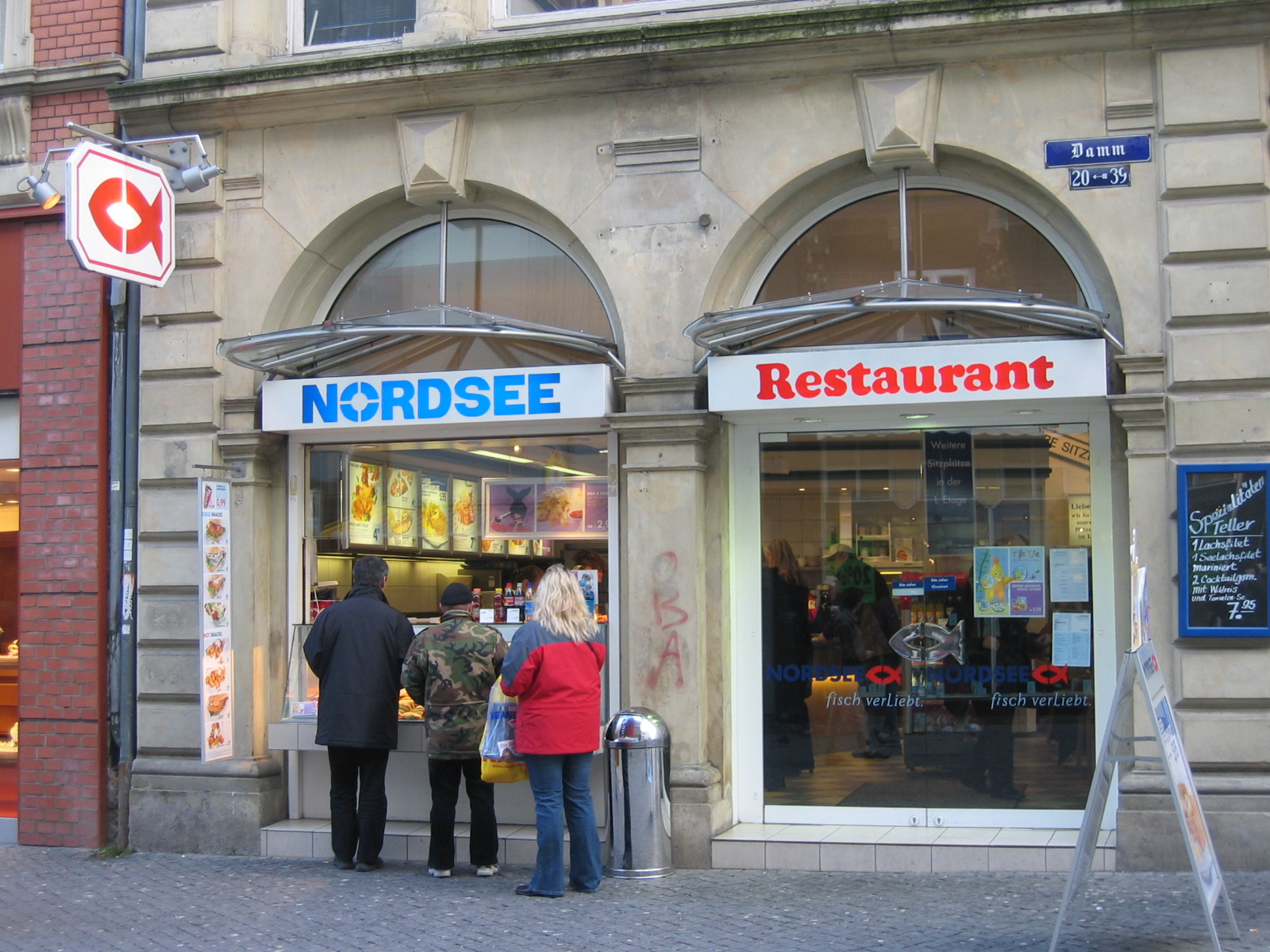
ノルトゼーの店舗。右が店内への出入口で、左がテイクアウト用の路面売り場

ノルトゼー (Nordsee、北海のこと) は、ドイツに本拠地を置く、魚介類専門のレストランチェーンである。
魚介類を素材としたサラダやサンドイッチ、フライなどが主なメニューとなっている。ドイツやスイス、オーストリアなどドイツ国内に留まらず近隣国各地にもチェーン展開を行っている。また、近年ではチェコへも進出している。赤い魚の白抜きロゴマークが目印となっている。空港や鉄道駅構内にも広く展開している。

## 沿革
ノルトゼーは1896年4月23日にブレーメンで、ブレーメンの船主グループの人物 Vinnen Adolph Friedrich や商人団体らが中心となり、内陸部にも北海で獲れた魚を素早く提供できることを目的とした専門商社「ノルトゼー・ドイツ蒸気船漁業社」として設立された。同じ年にノルトゼー初のレストランも誕生している。
時とともに、ノルトゼーはドイツ最大の漁船団のうちの1つになった。しかしながら、第一次世界大戦の終わりまでには、多くの船は戦没するか、徴用で取り上げられるなどされてしまった。戦後には同業他社との合併が進み、1931年にはドイツの漁船のおよそ半数がノルトゼー所属となった。翌1932年、レストランの店舗数はドイツで128軒、オーストリアで32軒に達した。第二次世界大戦後はレストラン事業の拡大を開始することになり、益々、多くの軽食レストランが展開されるようになった。1950年代の終わりに、ドレスナー銀行とユニリーバが関わるようになる。
1960年代中頃になると、ファーストフードの概念が取り入れられる。最初の「ノルトゼー・クイック」店舗はダルムシュタットに開業し、以後10年間で100店舗に拡大した。1997年にイギリスの投資会社であるエイペックス・パートナーズに売却され、持ち株会社化される。1999年には小規模業態の「スナック・ショップ」が登場した。
2004年に商品群を一新するとともに、チェコ・ルーマニア・ハンガリーに出店、スイスにもカナダ企業によるフランチャイズという形で進出した。2005年、すでに株主のひとつであったカンプス・フードリテイル・インベストメントと、野村ホールディングスによって買収された。2006年、野村ホールディングが所有する株式をカンプスへ売却し、次いでカンプスがキプロスのインターナショナル・フードリテイル・キャピタルによって買収された。
2007年春以降はアラブ首長国連邦のドバイに支社を開設し、中東で150以上のレストランを展開する予定。
2018年、ノルトゼー・ホールディングスはスイスのカリス・キャピタルに売却された。

## その他
2013年現在、本社はドイツ ブレーマーハーフェンにあり、約6,000名の従業員を擁し、ドイツ国内に335店舗、国外に62店舗展開している。2012年度の売上高は3億4千9百万ユーロである。